# Simulium leopoldense
Simulium leopoldense är en tvåvingeart som beskrevs av Strieder och Py-daniel 2000. Simulium leopoldense ingår i släktet Simulium och familjen knott. Inga underarter finns listade i Catalogue of Life.